# Petrus van Schendel

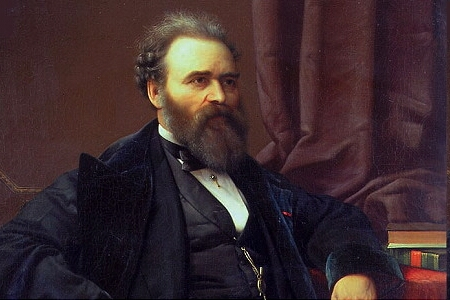
Petrus van Schendel: Selbstporträt

Petrus van Schendel (* 21. April 1806 in Terheijden (Noord-Brabant); † 28. Dezember 1870 in Brüssel) war ein belgischer Maler und Radierer.

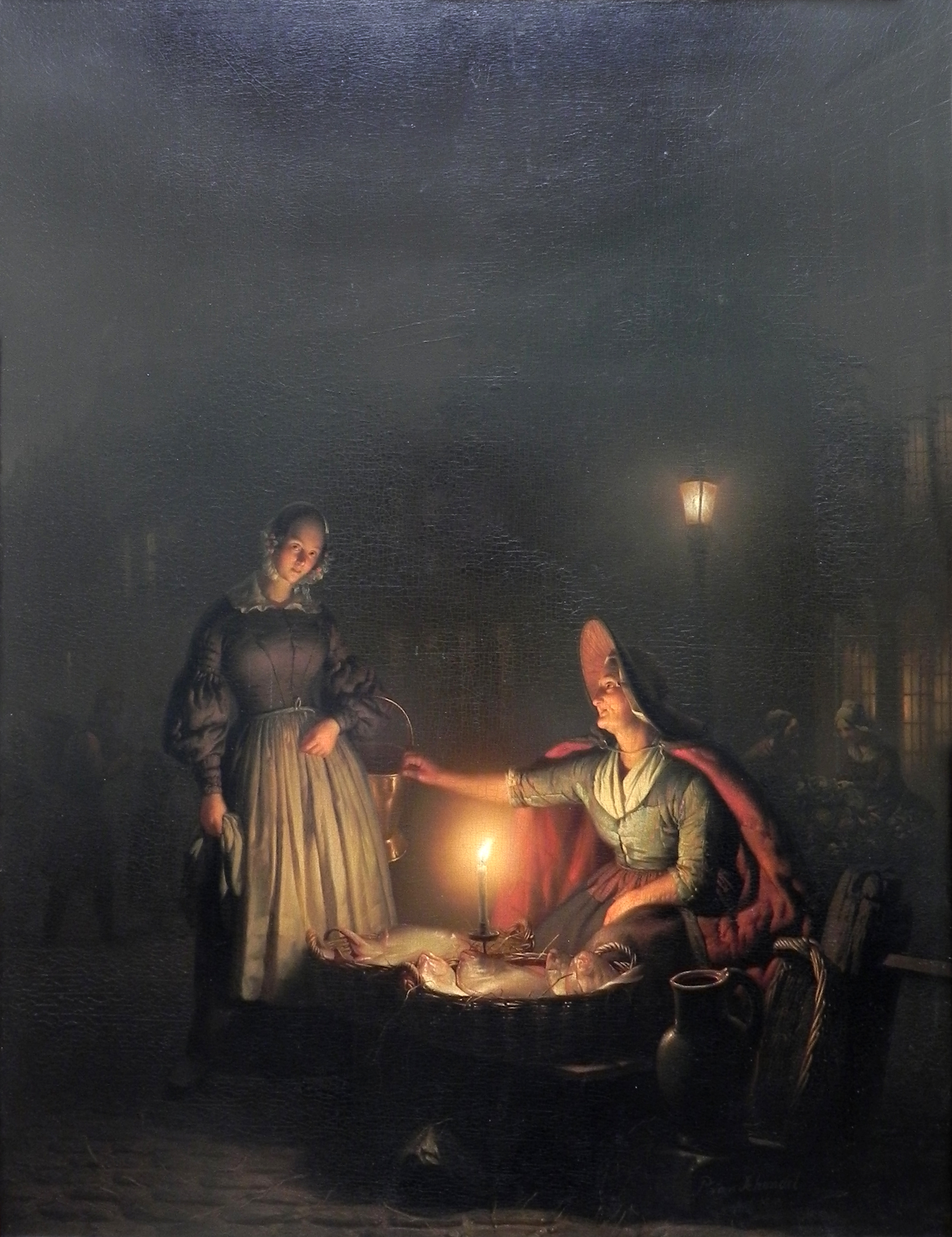
Fischhändlerin. Abendmarkt (1843) Alte Nationalgalerie Berlin

Er war der Sohn von Gijsbertus von Schendel und Geertruida Brox. Von 1822 bis 1828 studierte er an der Antwerpener Akademie der Bildenden Künste.
Van Schendel war dreimal verheiratet:
- Am 23. Juli 1830 ehelichte er Elizabeth Catherine, mit der er dreizehn Kinder hatte.
- Am 30. April 1851 ging er mit Johanna Eyrond die Ehe ein, sie hatten zwei Kinder.
- Am 16. Februar 1854 heiratete er Isabelle von Welder, die Witwe von Sylvester Nique.

Neben Porträts, Landschaften und Seestücken, malte er hauptsächlich biblische Szenen und Genreszenen. Er wurde bekannt für seine Marktszenen, war aber auch ein erfolgreicher Porträtmaler. Einer seiner größten Erfolge war das Gemälde „Geburt Christi“ (erstellt 1858–1860), das in London ausgestellt wurde.
Ab 1834 war van Schendel Mitglied der Royal Academy of Fine Arts in Amsterdam. 